# René Robert des Marchais
Pour les articles homonymes, voir Robert, René Robert et Marchais.
René Robert des Marchais ou René Robert (1673-1753) est un professeur de droit du royaume de France. Écuyer, seigneur des Marchais, il est maire d'Angers de 1715 à 1729.

## Famille
René Robert, né à Craon le 5 décembre 1673, décédé à Angers le 24 septembre 1753, est le fils de René Robert sieur de la Barre, sénéchal de Craon, et d'Anne de Crespy. Il appartient à une famille d'officiers de judicature ou de magistrature originaire du Haut-Anjou au XVIe siècle, toujours représentée de nos jours et dont la généalogie est donnée par Gontard de Launay et Jacques Saillot. 
René Robert acquiert en 1707 la seigneurie des Marchais avec château fortifié et douves (alias Les Marchais-Renault, paroisse de Faveraye puis commune de Faveraye-Mâchelles), ancienne seigneurie appartenant au XIVe siècle à la famille d'Aubigné, puis par alliance aux familles Tigeou de la Tigeouère, de Ver, de Meaussé. La famille Robert conservera cette terre jusqu'à la Révolution ; le château est brulé lors des guerres de Vendée en 1794. Le dernier héritier direct est Jacques-Charles Robert Desmarchais, garde du corps du roi puis juge et notaire au conseil du greffe provincial de Chandernagor (Bengale Occidental), où il meurt sans postérité en 1812, après y avoir été expatrié quarante ans plus tôt. Tombée en déshérence, la terre des Marchais est rachetée par M. Pierre-Martin Boyard, capitaine sous l'Empire et la Restauration, qui y fit construire en 1826-1827 un château de plaisance et prit le titre de « baron des Marchais. » M. Antoine de Cambourg devint en 1843 propriétaire du château des Marchais, qu'il fit réparer et embellir.
René Robert épouse à Angers le 3 novembre 1700 Louise Ernault de Vaufoulon, avec qui il a trois fils dont  l'ainé, seigneur des Marchais, épousera une petite fille du jurisconsulte Pocquet de Livonnière,  proche de la famille. Devenu veuf, René Robert se remarie en 1734 avec Madeleine Raguienne veuve du comte Hector de Tirepoil.
René Robert est le cousin l'abbé Clément Robert (alias Philippe Robert de Rozée), prêtre sulpicien, supérieur et fondateur de la « petite communauté » (dite « des Robertins ») du séminaire Saint Sulpice de Paris, premier visiteur de Saint-Sulpice au Canada en 1723.

## Biographie
Professeur ès-droit à l’université d’Angers, il est docteur-régent puis doyen de la faculté de droit d'Angers.
Maire d'Angers pendant quatorze ans, il est élu à sept reprises depuis le 30 juillet 1715 jusqu'au 15 mai 1728, date à laquelle le régent Philippe d'Orléans prolonge son mandat de maire d'une année supplémentaire, jusqu'au 12 mai 1729. Il est nommé conseiller et échevin perpétuel de la mairie d’Angers à partir de 1722.
Sous son autorité, est créé le marché situé sur les contreforts des remparts face à la porte Grandet, à l'endroit actuel du boulevard Bessonneau. On lui doit également l'aménagement de la rue Cordelle et de la place Neuve, ou encore la plantation d'un mail le long du canal dit de son nom « le mail Robert » (aujourd'hui boulevard Ayrault, auquel l'actuel boulevard Robert est perpendiculaire).
En 1720, il obtient du régent Philippe d'Orléans l’autorisation d’entretenir trois brigades de maréchaussée pour la ville. 
Sur le plan de la culture et des arts, René Robert fait établir à Angers une académie de musique et fait construire un nouveau manège pour l'académie d'équitation.
René Robert est l'auteur d'un Recueil des privilèges de la ville et mairie d'Angers connu sous le nom de « Billot », couvrant la période de février 1474 à avril 1747, et imprimé à Angers en 1748.

## Armoiries, devise, médailles

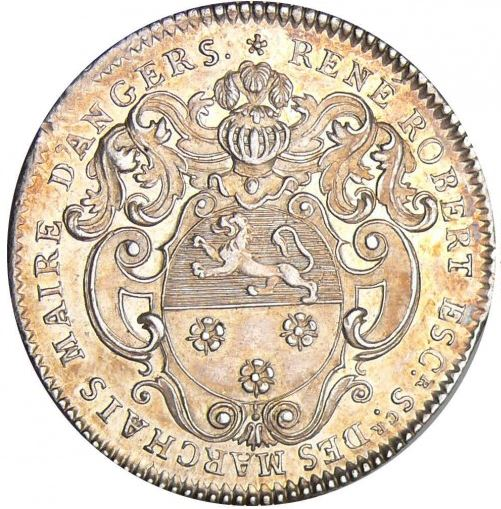
Blason de René Robert.

Il porte coupé au premier d'azur au lion rampant d'or, armé et lampassé de gueules, au deuxième d'argent à trois roses de gueules posées deux et une. Il existe trois jetons de René Robert, écuyer, seigneur des Marchais : un premier frappé en 1720, un second en 1724 et un troisième en 1729. Le revers du dernier jeton, qui représente un filet rompu d'où un aigle vient de s'échapper, accompagné de la devise Esto jam Libera (désormais, sois libre), fait allusion à un conflit résolu entre le gouverneur d'Anjou, le prince de Lambesc et l'Hôtel de ville au sujet de l'élection des offices municipaux ; en effet, grâce à l'action de son maire René Robert, la ville d'Angers se voit rétablir en 1729 la liberté (partielle) d'élire maire et échevins. Ce droit lui avait été retiré après les évènements de la Fronde, le roi nommant lui-même le maire sur proposition du gouverneur d'Anjou.